# Гильдебранд, Камилло
Камилло Гильдебранд (нем. Camillo Hildebrand; 31 января 1872, Прага — 13 октября 1951, Зондерсхаузен) — немецкий дирижёр и композитор чешского происхождения.
Окончил Пражскую консерваторию, ученик Антонина Дворжака и Антонина Бенневица. В 1892—1894 гг. работал корепетитором в Консерватории Хоха во Франкфурте-на-Майне. В 1900—1901 гг. капельмейстер оперного театра в Ольмюце, дирижировал первой в городе постановкой «Нюрнбергских мейстерзингеров» Рихарда Вагнера. Далее дирижировал в Гейдельберге, Мангейме, Ахене, Майнце, в 1909—1910 гг. генеральмузикдиректор Эрфурта.
В 1912 г. открыл новый сезон в берлинской Комише опер, где была поставлена трагедия Гёте «Эгмонт» с музыкой Людвига ван Бетховена. После этого до 1919 г. дирижёр Берлинского филармонического оркестра, с которым осуществил в 1914 году несколько записей (произведения Вагнера, Бетховена, Феликса Мендельсона, Луиджи Боккерини, Эдварда Грига и Камиля Сен-Санса). В апреле 1914 года под руководством Гильдебранда оркестр открыл первый в своей истории цикл бетховенских концертов, исполнив первые две симфонии и третий фортепианный концерт (солировал Артур Шнабель). В 1919—1921 гг. руководил городским оркестром и оперой во Фрайбурге, затем вернулся в Берлин и в 1921—1925 гг. возглавлял Блютнер-оркестр, затем в 1928—1932 гг. художественный руководитель Оркестрового общества берлинских друзей музыки — старейшего берлинского любительского оркестра. После этого выступал с разными коллективами как приглашённый дирижёр, в 1936—1937 гг. генеральмузикдиректор Свинемюнде. C 1944 г. на пенсии в Зондерсхаузене.
В композиторском наследии Гильдебранда — опера «Предсказание» (нем. Die Verheissung), поставленная в 1909 году в Ростоке, оркестровые, фортепианные, хоровые сочинения. В эпоху Третьего Рейха написал ряд нацистских песен и маршей.
Был женат на певице Хенни Линкенбах.